# Mały Las
Mały Las [ˈmawɨ ˈlas] es un pueblo ubicado en el distrito administrativo de Gmina Lubowidz, dentro del Condado de Żuromin, Voivodato de Mazovia, en el este de Polonia central. Se encuentra aproximadamente a 6 kilómetros al este de Lubowidz, a 8 kilómetros al norte de Żuron, y a 126 kilómetros al noroeste de Varsovia.